# Crocidura whitakeri
Crocidura whitakeri är en däggdjursart som beskrevs av de Winton 1898. Crocidura whitakeri ingår i släktet Crocidura och familjen näbbmöss. IUCN kategoriserar arten globalt som livskraftig. Inga underarter finns listade i Catalogue of Life.
Arten når en kroppslängd (huvud och bål) av 6 till 10 cm, en svanslängd av 2,8 till 8 cm och en vikt av 3 till 5 g. Den har gråbrun päls på ovansidan samt vit päls på undersidan. Även djurets extremiteter är vita. Liksom hos andra släktmedlemmar är tandemaljen vit. Håren som bildar pälsen på ovansidan är gråa nära roten, vita i mitten och bruna vid spetsen. De är på ryggens mitt 3 till 4 mm långa. Svansens uppdelning i en ljusbrun eller ljusgrå ovansida och en vit undersida är otydlig.
Denna näbbmus förekommer i norra Afrika i Marocko, Algeriet och Tunisien. En avskild population lever i Egypten vid Nilen. Arten lever i låglandet och i bergstrakter upp till 1800 meter över havet. Crocidura whitakeri vistas i torra områden med glest fördelad växtlighet som halvöknar, stäpper och sanddyner vid havet. Den vilar ofta i underjordiska bon som skapades av gnagare.
Det antas att arten har samma levnadssätt som andra medlemmar av släktet Crocidura.